# Циклін-залежна кіназа 3
CDK3 (англ. Cyclin dependent kinase 3) – білок, який кодується однойменним геном, розташованим у людей на короткому плечі 17-ї хромосоми. Довжина поліпептидного ланцюга білка становить 305 амінокислот, а молекулярна маса — 35 046.
| 10         |  | 20         |  | 30         |  | 40         |  | 50         |
| ---------- |  | ---------- |  | ---------- |  | ---------- |  | ---------- |
| MDMFQKVEKI |  | GEGTYGVVYK |  | AKNRETGQLV |  | ALKKIRLDLE |  | MEGVPSTAIR |
| EISLLKELKH |  | PNIVRLLDVV |  | HNERKLYLVF |  | EFLSQDLKKY |  | MDSTPGSELP |
| LHLIKSYLFQ |  | LLQGVSFCHS |  | HRVIHRDLKP |  | QNLLINELGA |  | IKLADFGLAR |
| AFGVPLRTYT |  | HEVVTLWYRA |  | PEILLGSKFY |  | TTAVDIWSIG |  | CIFAEMVTRK |
| ALFPGDSEID |  | QLFRIFRMLG |  | TPSEDTWPGV |  | TQLPDYKGSF |  | PKWTRKGLEE |
| IVPNLEPEGR |  | DLLMQLLQYD |  | PSQRITAKTA |  | LAHPYFSSPE |  | PSPAARQYVL |
| QRFRH      |  |            |  |            |  |            |  |            |

A: Аланін

C: Цистеїн

D: Аспарагінова кислота

E: Глутамінова кислота

F: Фенілаланін

G: Гліцин

H: Гістидин

I: Ізолейцин

K: Лізин

L: Лейцин

M: Метіонін

N: Аспарагін

P: Пролін

Q: Глутамін

R: Аргінін

S: Серин

T: Треонін

V: Валін

W: Триптофан

Кодований геном білок за функціями належить до трансфераз, кіназ, серин/треонінових протеїнкіназ. 
Задіяний у таких біологічних процесах, як клітинний цикл, поділ клітини, мітоз. 
Білок має сайт для зв'язування з АТФ, нуклеотидами. 